# Mariner 6
Mariner 6, en interplanetarisk rymdsond byggd av den amerikanska rymdflygsstyrelsen NASA, var den sjätte i en serie om 12 planerade sonder (sedermera 10 då de två sista sonderna döptes om till Voyager) i Marinerprogrammet.

## Huvuduppdrag
Sonden sköts upp den 24 februari 1969 med planeten Mars som mål. Väl framme skulle sonden tillsammans med systerfarkosten Mariner 7 utföra en noggrannare undersökning av planeten än föregångaren Mariner 4 hade möjlighet till.

### Fotnoter
1. ↑  ”NASA Space Science Data Coordinated Archive” (på engelska). NASA. https://nssdc.gsfc.nasa.gov/nmc/spacecraft/display.action?id=1969-014A. Läst 24 mars 2020.